# Planet Harriers
Planet Harriers è un videogioco arcade pubblicato nel 2000 da SEGA. Il titolo è uno spin-off della serie Space Harrier.

## Modalità di gioco
Simile nel gameplay a Panzer Dragoon, il gioco presenta quattro personaggi giocanti.